# アミン・ハンザオウイ
アミン・ハンザオウイ（Amin Hamzaoui、1996年5月7日 - ）は、ラグビー・ヨーロッパ・スーパーカップ、ブリュッセル・デヴィルズに所属するラグビーユニオン選手。

## プロフィール
- ベルギー出身[1]。
- ポジションはフランカー(FL)。
- 身長 189cm、体重 98kg
- U20ベルギー代表に選ばれたことがある。
- ベルギー代表キャップは14（2021年9月現在）[2]。
- 7人制ベルギー代表に選ばれたことがある。

## 略歴
RCナルボンヌ、シャルトルを経て、2021年、ブリュッセル・デヴィルズに加入。